# Episodul 4 (Twin Peaks)
Episodul 4, cunoscut și sub denumirea de „The One-Armed Man”, este cel de-al cincilea episod din primul sezon al serialului de televiziune american Twin Peaks. Acesta a fost regizat de Tim Hunter⁠(d) în baza unui scenariu de Robert Engels⁠(d). În rolurile principale sunt Kyle MacLachlan, Piper Laurie⁠(d) și Richard Beyme. Episodul îl introduce pe David Lynch în rolul lui Gordon Cole.
Regia episodului a fost influențată de filmul Înger căzut⁠(d) (1945) de Otto Preminger, fiind utilizate platouri de filmare de mici dimensiuni și cadre lungi cu focalizare adâncă⁠(d). Engels a identificat mai multe seriale de televiziune din anii 1960 — The Wild Wild West, Mayberry RFD⁠(d) și The Fugitive — ca fiind o sursă de inspirație pentru serial
Difuzat pentru prima dată pe 3 mai 1990, Episodul 4 a fost vizionat de aproximativ 19% din publicul disponibil în perioada transmisiunii, marcând o creștere a numărului de telespectatori în comparație cu săptămâna precedentă. Episodul 4 a primit recenzii pozitive din partea criticilor.

## Intriga

### Context
Micul oraș Twin Peaks, Washington, este șocat de uciderea liceenei Laura Palmer (Sheryl Lee) și de tentativa de omor asupra colegei sale Ronette Pulaski (Phoebe Augustine⁠(d)). Agentul special FBI Dale Cooper (Kyle MacLachlan) sosește în oraș pentru a investiga cazul, iar primii suspecți sunt iubitul lui Palmer, Bobby Briggs (Dana Ashbrook⁠(d)), și iubitul secret al acesteia, James Hurley (James Marshall )⁠(d). Totuși, alți locuitori ai orașului au propriile bănuieli: traficantul de droguri Leo Johnson (Eric Da Re⁠(d)) este considerat un posibil suspect. Cooper are un vis bizar în care îi este dezvăluită identitatea criminalului de către un pitic și o femeie care seamănă cu Laura. Verișoara Laurei, Madeline Ferguson (Lee), sosește în oraș, în timp ce lui Cooper i se dezvăluie existența unei societăți secrete intitulate Bookhouse Boys.

### Evenimente
Sarah Palmer (Grace Zabriskie) îi descrie fantasmagoria în care apare Killer Bob⁠(d) (Frank Silva) adjunctului Andy Brennan (Harry Goaz⁠(d)), iar acesta realizează portretul-robot al bărbatului. Aceasta descrie și o vedenie în care o persoană neidentificată ia colierul Laurei; Donna Hayward (Lara Flynn Boyle) tresare la auzul acestei vorbe, deoarece ea este cea care a ascuns colierul.
Cooper îl interoghează pe Lawrence Jacoby (Russ Tamblyn), psihiatrul Laurei. Acesta dorește să respecte confidențialitatea actului medical, însă admite că s-a chinuit să înțeleagă problemele pacientei sale. De asemenea, aduce în discuție un bărbat suspect care conduce un Corvette de culoare roșie – Leo Johnson (Eric Da Re).
Gordon Cole (David Lynch) îl contactează pe Cooper la secția șerifului, oferind informații despre autopsia Laurei. Brennan își prezintă portretul-robot, moment în care Cooper realizează că este bărbatul din visul său. De asemenea, primește un apel de la adjunctul Hawk (Michael Horse), care susține că l-au găsit pe bărbatul cu un singur braț; grupul îl descoperă într-o cameră de motel. Bărbatul - Philip Michael Gerard (Al Strobel) - este un vânzător ambulant și neagă orice implicare în cazul anchetat sau că îl cunoaște pe Bob.
La același motel, omul de afaceri Benjamin Horne (Richard Beymer) se întâlnește cu Catherine Martell (Piper Laurie⁠(d)); cei doi au o aventură și plănuiesc să incendieze fabrica locală de cherestea. Aceasta se află în proprietatea lui Josie Packard (Joan Chen), văduva fratelui lui Martell; în același timp, Packard îi spionează pe cei doi. Mai târziu, Horne se întâlnește cu Leo Johnson (Eric Da Re), un șofer de camion violent și traficant de droguri, pentru a planifica distrugerea fabricii.
Norma Jennings (Peggy Lipton) participă la audierea pentru eliberarea condiționată a soțului său Hank (Chris Mulkey). Nu-și dorește ca acesta să fie eliberat, deoarece are o relație cu Ed Hurley (Everett McGill⁠(d)), dar îi promite un loc de muncă la restaurantul său. Între timp, soția lui Johnson, Shelley, are o aventură cu Briggs; aceasta îi arată cămașa lui Johnson pătată de sânge. Briggs o confiscă și îi promite că îl va ucide.
Cooper, Truman și Brennan vizitează un medic veterinar, prieten cu Gerard; acolo descoperă o sfoară identică cu cea utilizată în cazul Laurei. Aceștia cred că pasărea care a zgâriat-o este tratată în acel cabinet și confiscă toate dosarele pentru a afla adresele pacienților. Descoperă că rănile sunt cauzate de o myna⁠(d) și că traficantul de droguri Jacques Renault deține una. Grupul percheziționează casa lui Renault, unde descoperă cămașa însângerată a lui Johnson.
La RR Diner, Hurley o întâlnește pe Madeline Ferguson (Lee), verișoara Laurei, iar cei doi se îndrăgostesc instantaneu. Norma află că Hank a fost eliberat din închisoare, iar în acea seară, Packard primește un scurt apel telefonic care o cutremură.